# Mihai-Dan Pavelescu
Mihai-Dan Pavelescu (n. 18 iulie 1956, București) este un autor român, editor și traducător de literatură științifico-fantastică.

## Biografie profesională
Din 1984, traducător licențiat de literatură și istorie. Redactor literar la CPSF Anticipația în perioada 1991-2000. Traducător la editura Teora în perioada 1994-2004. Traducător la editura Meteor în perioada 2004-2021. 
Coordonator al colecției Nautilus a editurii Nemira în perioadele 1997-2000 și 2006-2011. Coordonator al colecției SF a editurii Trei în perioada 2012-2015. Redactor-șef al editurii Paladin în perioada 2016-prezent.  
Laureatul European Science Fiction Society și membru Hall of Fame pentru Best European Translator, 2019. Câștigătorul premiului pentru cel mai bun traducător român, decernat de ROMCON, în anii 1993, 1994, 2020.

## Cărți SF traduse

### Înainte de 1989
- Omul demolat de Alfred Bester (1979)
- Sfârșitul copilăriei de Arthur C. Clarke (1980)
- Zeii înșiși de Isaac Asimov (1980)
- Poarta de Frederik Pohl (1980)
- Dune de Frank Herbert (1981)
- Drumul iadului de Roger Zelazny (1981)
- Stăpânul cântecelor de Orson Scott Card (1982)
- Rendez-vous cu Rama de Arthur C. Clarke (1982)
- Cronicile marțiene de Ray Bradbury (1984)
- Traversând oceanul de stele de Gregory Benford (1986)
- Ferma animalelor de George Orwell (1986)
- Neuromantul de William Gibson (1987)
- Lumea lui Rocannon de Ursula LeGuin (1989)
- Lumea inversă de Christopher Priest (1989)

### După 1989
- Dușmanul de Barry B. Longyear, 1991, Ed. Orion
- Făuritor de univers de A. E. van Vogt. foileton în revista CPSF Anticipația, 1992
- Orașul și stelele de Arthur C. Clarke, 1992, Ed. Multistar
- Fugarul de Richard Bachman, 1992, Ed. Orion
- Bug Jack Barron de Norman Spinrad, 1993 (în colaborare), Ed. Adevărul
- Lumii îi spuneau pădure de Ursula K. LeGuin, 1993, Ed. Mondial
- Meridian de Eric Brown, 1993, Ed. Valdo
- Primul marțian de A. E. van Vogt, 1993, Ed. Dalsi
- Mâna stângă a întunericului de Ursula K. LeGuin, 1994, Ed. Nemira
- Drumul iadului de Roger Zelazny, 1994, Ed. Teora
- Jocul lui Ender de Orson Scott Card, 1994, Ed. Nemira
- Căderea nopții de Isaac Asimov și Robert Silverberg, 1994, Ed. Teora
- Omul demolat de Alfred Bester, 1994, Ed. Pygmalion
- Conexiunea psi de Joe Haldeman, 1995, Ed. Teora
- Omul pozitronic de Isaac Asimov, 1996, Ed. Teora
- Lumea dinafara timpului de Larry Niven, 1996, Ed. RAO
- Supercablat de Walter Jon Williams, 1996, Ed. Nemira
- Carantina de Greg Egan, 1996, Ed. Teora
- Între două lumi de Norman Spinrad, 1996, Ed. RAO
- Întoarcerea dintre stele de Stanislav Lem, 1997 (în colaborare), Ed. Univers
- Distres de Greg Egan, 1997, Ed. Teora
- Perioada Campbell de Isaac Asimov, 1998, Ed. Teora
- Chrome de William Gibson, 1998, Ed. RAO
- Întemeietorii de Isaac Asimov, 1998, Ed. Teora
- Visele sunt sacre de Isaac Asimov, 1998, Ed. Teora
- Destinația creier de Isaac Asimov, 1998, Ed. Teora
- Protector de Larry Niven, 1998, Ed. Teora
- Calea marțiană de Isaac Asimov, 1998, Ed. Teora
- Axiomatic de Greg Egan, 1998, Ed. Teora
- Pace eternă de Joe Haldeman, 1999, Ed. Teora
- Count Zero de William Gibson, 1999, Ed. RAO
- Întrebarea finală de Isaac Asimov, 1999, Ed. Teora
- Războiul etern de Joe Haldeman, 1999, Ed. Pygmalion
- Zburătorii nopții de George R. R. Martin, 1999, Ed. Nemira
- Sfârșitul jocului de Bruce Bethke, 1999, Ed. Nemira
- Lumea Pay-Contactul de Larry Niven și Jerry Pournelle, 1999, Ed. Teora
- Lumea Pay-Confruntarea de Larry Niven și Jerry Pournelle, 1999, Ed. Teora
- Luminescent de Greg Egan, 2000, Ed. Teora
- Amenințarea fantomei de Terry Brooks, 2002, Ed. Amaltea
- Planeta adormită de Greg Bear, 2002, Ed. Amaltea
- Teama Fundației de Gregory Benford, 2002, Ed. Teora
- Moștenitorul Imperiului de Timothy Zahn, 2002
- Lumina întunericului de Arthur C. Clarke, 2002
- Fundație și Haos de Greg Bear, 2002, Ed. Teora
- Triumful Fundației de David Brin, 2002, Ed. Teora
- Fundația de Isaac Asimov, 2002, Ed. Teora
- Asaltul Forței Întunecate de Timothy Zahn, 2002, Ed. Amaltea
- Ultima comandă Timothy Zahn, 2003, Ed. Amaltea
- Ochiul minții de Alan Dean Foster, Ed. Amaltea
- Umbrele Imperiului de Steve Perry, 2003, Ed. Amaltea
- Cavernele de oțel de Isaac Asimov, 2003, Ed. Teora
- A Doua Fundație de Isaac Asimov, 2003, Ed. Teora
- Fundația și Pământul de Isaac Asimov, 2003, Ed. Teora
- Paradisul capcană de A. C. Crispin, 2004, Ed. Amaltea
- Gambitul hutt de A. C. Crispin, 2004, Ed. Amaltea
- Drumul spre Fundație de Isaac Asimov, 2004, Ed. Teora
- Zorii rebeliunii de A. C. Crispin, 2004, Ed. Amaltea
- Darth Maul, vânător de umbre de Michael Reaves, 2004, Ed. Amaltea
- Apropierea furtunii de Alan Dean Foster, 2004, Ed. Amaltea
- Atacul clonelor de R. A. Salvatore, 2005, Ed. Amaltea
- Marșul cel Lung de Richard Bachman, 2005, , Ed. Lucman
- La răscruce de Matthew Stover, 2005, , Ed. Amaltea
- Șantier în lucru de Richard Bachman, 2005, Ed. Lucman
- Răzbunarea Sithului de Matthew Stover, 2005, Ed. Amaltea
- Remake de Connie Willis, 2005, Ed. Pygmalion
- Umbra Minotaurului de Alan Gibbons, 2006, Ed. Corint Junior
- Legiunea vampyrilor de Alan Gibbons, 2006, Ed. Corint Junior
- Războinicii corbului de Alan Gibbons,  2006, Ed. Corint Junior
- Mobilul de Stephen King, 2006, Ed. Nemira
- Steaua Pandorei I-II de Peter F. Hamilton, 2007, Ed. Tritonic
- Scara lui Schild de Greg Egan, 2007, Ed. Nemira
- Căderea lui Hyperion de Dan Simmons, 2007, Ed. Nemira
- Omul demolat de Alfred Bester, 2007, Ed. Nemira
- Foc în adânc, de Vernor Vinge, 2008, Ed. Nemira
- Doar tu poți salva omenirea de Terry Pratchett, 2008, Ed. Corint Junior
- Stăpânul cântecelor de Orson Scott Card, 2009, Ed. Nemira
- Ilion de Dan Simmons, 2009, Ed. Nemira
- Dincolo de orizontul albastru de Frederik Pohl, 2009, Ed. Nemira
- Steaua Pandorei III-IV, de Peter F. Hamilton, 2009, Ed. Tritonic
- Hyperion de Dan Simmons, 2009, Ed. Nemira
- Ilion de Dan Simmons, 2009, Ed. Nemira
- Întâlnire cu Heechee de Frederik Pohl, 2009, Ed. Nemira
- Disfuncția realității de Peter F. Hamilton, 2009, Ed. Nemira
- Alchimistul Neutronic de Peter F. Hamilton, 2011, Ed. Nemira
- Voci, de Ursula Le Guin, 2011, Ed. Corint Junior
- Antologia Nebula 2011 (în colaborare), Ed. Trei
- Cronoliții, de Robert Charles Wilson, 2012, Ed. Trei
- Mileniu, de John Varley, 2012, Ed. Trei
- Prefectul, de Alastair Reynolds, 2012, Ed. Trei
- Puteri, de Ursula Le Guin, 2012, Ed. Nemira
- Starters, de Lissa Price, 2013, Ed. Trei
- 2312, de Kim Stanley Robinson, 2013, Ed. Nemira
- Enders, de Lissa Price, 2014, Ed. Trei
- Orașul Abisului, de Alastair Reynolds, 2014, Ed. Trei
- Robopocalipsa, de Daniel H. Wilson, 2015, Ed. Nemira
- Conexiunea Mona Lisa, de William Gibson, 2015, Ed. Paladin
- Radioul lui Darwin, de Greg Bear, 2015, Ed. Trei
- Cântecul sângelui, de Anthony Ryan, 2015, Ed. Trei
- Planeta exilului, de Ursula K. Le Guin, 2015, Ed. Nemira
- Pilda semănătorului, de Octavia E. Butler, 2015, Ed. Hecate
- Prințul fractal, de Hannu Rajaniemi, 2016, Ed. Nemira
- Trezirea Leviatanului, de James S. A. Corey, 2016, Ed. Paladin
- Ready Player One, de Ernest Cline, 2016, Ed. Nemira
- Robogeneza, de Daniel H. Wilson, 2016, Ed. Nemira
- Pe viață și pe moarte, de Patrick Ness, 2016, Ed. Trei
- Monștrii din oameni, de Patrick Ness, 2017, Ed. Trei
- Armada, de Peter Clines, 2017, Ed. Nemira
- Spațiul Revelației, de Alastair Reynolds, 2017, Ed. Nemira
- Assassinʼs Creed: Frăția, de Eric Bowden, 2017, Ed. Paladin
- Îngerul cauzalității, de Hannu Rajaniemi, 2017, Ed. Nemira
- Toate păsările din cer, de Charlie Jane Anders, 2017, Ed. Paladin
- Assassin’s Creed. Cruciada secretă, de Eric Bowden, 2018, Ed. Paladin
- Stația Centrală, de Lavie Tidhar, 2018, Ed. Nemira
- Mașinării infernale, de Philip Reeve, 2018, Ed. Paladin
- Foc și sânge, de George R.R. Martin, 2019 (în colaborare), Ed. Nemira
- Artemis, de Andy Weir, 2019, Ed. Paladin
- Assassin’s Creed. Revelații, de Eric Bowden, 2019, Ed. Paladin
- Exalare, de Ted Chiang, 2020, Ed. Nemira
- Arca mântuirii, de Alastair Reynolds, 2020, Ed. Nemira
- Tărâmul verii, de Hannu Rajaniemi, 2021, Ed. Nemira
- Hăul ispășirii, de Alastair Reynolds, 2021, Ed. Nemira
- Assassin’s Creed. Renegatul, de Eric Bowden, 2021, Ed. Paladin
- Amintirea imperiului, de Arkady Martine, 2021, Ed. Nemira
- Involuție, de Max Brooks, 2021, Ed. Nemira
- Fiasco, de Stanislav Lem, 2022, Ed. Paladin
- Assassinʼs Creed: Valhalla, de Matthew Kirby,  2022, Ed. Paladin
- Înălțarea Dragonului, de George R.R. Martin, 2022, Ed. Nemira
- Zei americani, ediția adnotată, de Neil Gaiman, 2024, Ed. Paladin
- Asasina de zei, de Hannah Kaner, 2024, Ed. Nemira
- Vedere oarbă, de Peter Watts, 2024, Ed. Eagle
- Originalul, de Brandon Sanderson & Mary Robinette Kowal, 2024, Ed. Paladin
- Societatea pentru protecția Kaiju, de John Scalzi, 2024, Ed. Nemira
- Assassinʼs Creed: Steagul negru, de Oliver Bowden,  2025, Ed. Paladin